# Pustý hrad
Pustý hrad (wörtlich: wüste Burg) ist der Name einer Burgruine oberhalb der Stadt Zvolen (dt. Altsohl) in der Mittelslowakei, auf einem bewaldeten Hügel über der Mündung der Slatina in den Hron (Gran). Im Slowakischen wird er heute auch als Starý Zvolenský hrad oder Starý Zvolen bezeichnet, um ihn von dem später erbauten Schloss Altsohl (welche oft falsch Zvolenský hrad genannt wird) deutlich zu unterscheiden.
Das 7,6 ha große Areal der Burg wurde schon in der Bronze- und Eisenzeit besiedelt und die ersten Fortifikationen stammen aus dieser Zeit. Des Weiteren wurden auch Artefakte der Lausitzer Kultur und Puchauer Kultur gefunden. Eine slawische Burg entstand im 9. Jahrhundert.
Nach der Eroberung durch die Magyaren wurde das Gebiet Teil des Königreichs Ungarn und ein Zentrum des neuen Komitats Sohl. Zu den älteren Objekten gehört der steinerne Turm aus dem 12. Jahrhundert, als die Burg in königlichem Besitz war. Die dort ansässigen Vasallen wahren wahrscheinlich die Herren von Hontpázmány, ebenso möglicherweise auf der nahen Burg Čabraď. Die Burg unterteilte sich in die im 12. und 13. Jahrhundert erbaute obere Burg, die im 14. Jahrhundert entstandene untere Burg und einen mittleren Teil, der die beiden Burgen verband. In zeitgenössischen Quellen wird die Burg als Zolum sub Castro Polona (1246), Zoulum (1254) und castro de Zolyo (1323) erwähnt.
Wegen ihrer abseitigen Lage und des ungünstigen Zugangs von den Handelswegen war die Burg seit dem Ende des 14. Jahrhunderts nicht mehr attraktiv. Mitte des 15. Jahrhunderts wurde sie bei einem Brand nahezu vollständig zerstört und nicht wieder aufgebaut.
Eine archäologische Untersuchung begann im Jahr 1992 und dauert bis heute. Als Teil davon wurden einige Objekte wieder aufgebaut.